# Håndbold under sommer-OL 2000
Håndbold under sommer-OL 2000 afholdtes i Sydney fra 16. til 1. oktober 2000. Der deltog tolv herrehold og ti kvindehold. Herrernes turnering blev vundet af Rusland, mens kvindernes turnering blev vundet af Danmark.

## Placeringer

### Mænd
| Plads  | Hold        |
| ------ | ----------- |
| Guld   | Rusland     |
| Sølv   | Sverige     |
| Bronze | Spanien     |
| 4.     | Jugoslavien |
| 5.     | Tyskland    |
| 6.     | Frankrig    |
| 7.     | Egypten     |
| 8.     | Slovenien   |
| 9.     | Sydkorea    |
| 10.    | Tunesien    |
| 11.    | Cuba        |
| 12.    | Australien  |

### Kvinder
| Plads  | Hold       |
| ------ | ---------- |
| Guld   | Danmark    |
| Sølv   | Ungarn     |
| Bronze | Norge      |
| 4.     | Sydkorea   |
| 5.     | Østrig     |
| 6.     | Spanien    |
| 7.     | Brasilien  |
| 8.     | Kina       |
| 9.     | Angola     |
| 10.    | Australien |